# Castejón de Sos
Castejón de Sos (aragónul Castillón vagy Castilló de Sos) település Spanyolországban, Huesca tartományban. Castejón de Sos Benasque, Chía, Villanova, Sesué, Sahún, Montanuy, Laspaúles, Bisaurri és Seira községekkel határos. Lakosainak száma 868 fő (2024).

## Népesség
A település népessége az utóbbi években az alábbiak szerint változott:
| Lakosok száma | 605  | 731  | 733  | 787  | 776  | 733  | 740  | 747  | 791  | 868  |
|               | 2001 | 2004 | 2006 | 2009 | 2011 | 2014 | 2016 | 2019 | 2021 | 2024 |